# Miguel García Vivancos
Pour les articles homonymes, voir Vivancos et García Vivancos.
Miguel García Vivancos, né le 19 avril 1895 Mazarrón (région de Murcie) et mort le 23 janvier 1972 à Cordoue (Andalousie), est un activiste anarcho-syndicaliste de la Confédération nationale du travail (Espagne). Dès sa création en 1922, il intègre le groupe d’action Los Solidarios.
Pendant la guerre d'Espagne, il combat d'abord dans les milices confédérales puis dans l'armée républicaine où il est nommé lieutenant colonel en 1938.
Il devient après la Seconde Guerre mondiale, le peintre naïf le plus connu d'Espagne.

## Biographie
Dès l'âge de 13 ans, il est apprenti mécanicien à l'arsenal de Cartagène avant d’émigrer, en 1909, avec sa famille à Barcelone.

### Le militant libertaire
Dès octobre 1922, il participe aux actions du « groupe armé d'autodéfense » Los Solidarios créé pour répondre au pistolérisme patronal à Barcelone aux côtés, notamment, de Buenaventura Durruti, Francisco Ascaso, Joan García Oliver, Gregorio Jover, Ricardo Sanz,.
En août 1923, après l’attaque de la Banque d’Espagne à Gijon, où il a servi de chauffeur, il tente de faire évader de la prison d’Oviedo, Rafael Torres Escartin arrêté en septembre 1923.
Pendant la dictature de Primo de Rivera (1923-1930), il passe trois mois en prison avant de fuir à Paris, où il vit avec
Durruti et Ascaso. Début 1925, il rejoint ces derniers en Amérique latine (Mexique, Cuba, Pérou, Chili), mais décide de rentrer en France où dès son retour il est arrêté, emprisonné pendant plus d'un an, puis expulsé vers la Belgique. En 1926, il retourne clandestinement en France, avant de rejoindre Barcelone où il travaille comme chauffeur de taxi et manutentionnaire.

### Le soldat républicain
Après le soulèvement nationaliste des 17 et 18 juillet 1936 en Espagne, il est le chauffeur du futur ministre de la Justice Joan García Oliver avant de fonder avec lui et Gregorio Jover la colonne confédérale Los Aguiluchos qui quitte Barcelone à la fin août pour rejoindre le front d'Aragon.
Partisan de la « militarisation des milices » (« il faut d'abord gagner la guerre avant de faire la révolution ») pendant la guerre d'Espagne, il devient le commandant la 125e brigade mixte de la 28e division en septembre 1937 (fusion des colonnes Ascaso, Los Aguiluchos et Rojo y Negro),. Il participe à de nombreux affrontements dont la prise de Belchite et la bataille de Teruel, où il est blessé en janvier 1938.
À la fin de la guerre, promu lieutenant-colonel, il est responsable de la zone frontalière de Puigcerda, où il organise l'évacuation d'une centaine de milliers de personnes.
Le 13 février 1939, pendant la Retirada, il se réfugie en France. Il est interné au camp du Vernet puis dans celui de Saint-Cyprien (Pyrénées-Orientales) pendant quatre ans, avant d’être libéré en 1944 par des maquisards avec qui il participe aux combats jusqu’à la Libération.
Le 23 mars 1948, avec d'autres membres de l'exil libertaire espagnol dont Gregorio Jover, il signe le « Manifeste des dix-sept » qui appelle à la création d'une représentation parlementaire d'un Parti ouvrier du travail émanant des rangs syndicaux de la CNT.

### Le peintre naïf
En 1944, il s'installe à Paris, où il travaille dans une entreprise de vêtements en tant que peintre sur soie et commence à peindre seul. Il attire l'attention d'André Breton qui lui consacre un article dans Le Libertaire en 1950.
Pendant les années 1950, il expose à Paris et participe a plusieurs expositions internationales d'art naïf. Il peint principalement des sujets d'architecture et des paysages urbains.
Anatole Jakovsky lui consacra beaucoup d’importance en l’intégrant dans sa collection art naïf .

## Publications
- Aclaración obligada al líbro de Rícardo Sanz. El sindicalismo y la política, París, 1947.
- El combate continúo, Paris, 1960.

## Notices
- Dictionnaire international des militants anarchistes : notice biographique.
- (es) Miguel Iñiguez, Esbozo de una Enciclopedia histórica del anarquismo español, Fundación de Estudios Libertarios Anselmo Lorenzo, Madrid, 2001, pp. 259-260.
- (es) Juan Manuel Roca et Iván Darío Álvarez Escobar, Diccionario anarquista de emergencia, Bogota, Editorial Norma, 2008, 276 pages (ISBN 978-958-45-0772-3, lire en ligne), p. 222.
- (ca) Estel negre : notice biographique.
- (en) Ian Chilvers et John Glaves-Smith, A Dictionary of Modern and Contemporary Art, 2009, 784 p. (ISBN 978-0-19-923966-5 et 9780191726750, lire en ligne).
- (es) Cordobapedia : : notice biographique.